# NGC 533
NGC 533 è una vasta galassia ellittica situata nella costellazione della Balena a una distanza di oltre 250 milioni di anni luce dalla nostra Via Lattea.
Nella stessa regione di cielo dove è situata NGC 533 si trova anche NGC 550; per questo Mahtessian ritiene che i due oggetti formino una coppia di galassie.

## Scoperta
NGC 533 è stata scoperta l'8 ottobre 1785 dall'astronomo britannico di origine tedesca William Herschel.